# Вольная Артёмовка
Во́льная Артёмовка — деревня Судогодского района Владимирской области России, входит в состав Муромцевского сельского поселения.

## География
Деревня расположена на берегу речки Побойка в 15 км на юго-запад от центра поселения посёлка Муромцево и в 14 км на юг от райцентра города Судогда.

## История
В делах патриаршего казенного приказа от 1702 года в составе Заястребского прихода упоминалась деревня Артемовская, в которой было 10 дворов жилых и 3 двора пустых.
В XIX — первой четверти XX века деревня входила в состав Бережковской волости Судогодского уезда, с 1926 года — в составе Судогодской волости Владимирского уезда. В 1859 году в деревне числилось 34 двора, в 1905 году — 60 дворов, в 1926 году — 77 дворов.
С 1929 года деревня являлась центром Вольно-Артёмовского сельсовета Судогодского района, с 1979 года — в составе Беговского сельсовета, с 2005 года — в составе Муромцевского сельского поселения.

## Население
| 1859 | 1905 | 1926 | 1959 | 1970 | 1979 | 1983 |
| ---- | ---- | ---- | ---- | ---- | ---- | ---- |
| 212  | ↗296 | ↗303 | ↘207 | ↘166 | ↗179 | ↗191 |
| 2002 | 2010 | 2021 |      |      |      |      |
| ↗203 | ↘199 | ↘152 |      |      |      |      |

## Инфраструктура
В деревне расположены бывшая Вольноартемовская основная школа (закрыта в 2014 году), сельский дом культуры, фельдшерско-акушерский пункт, отделение федеральной почтовой связи.

## Достопримечательности
В деревне имеется деревянная Троицкая церковь (построена в 2011 году).